# الحسين (القاهرة)
الحسين، هو شياخة من شياخات حي وسط بالمنطقة الغربية في محافظة القاهرة، ويوجد به العديد من المعالم الأثرية الإسلامية القديمة والفاطمية بصورة كبيرة ومنها مسجد الحسين، ومنطقة خان الخليلي التاريخية والجامع الأزهر.

## تاريخ
إنشاء الحي مع بناء مسجد الحسين في عهد الفاطميين سنة 549 هجرية الموافق لسنة 1154 ميلادية تحت إشراف الوزير الصالح طلائع، ويضم المسجد 3 أبواب مبنية بالرخام الأبيض تطل على خان الخليلي، وبابًا آخر بجوار القبة ويعرف بالباب الأخضر.سمي المسجد بهذا الاسم نظرًا لاعتقاد البعض بوجود رأس الإمام الحسين مدفونًا به، إذ تحكي بعض الروايات أنه مع بداية الحروب الصليبية خاف حاكم مصر الخليفة الفاطمي على الرأس الشريف من الأذى الذي قد يلحق بها في مكانها الأول في مدينة عسقلان بفلسطين، فأرسل يطلب قدوم الرأس إلى مصر وحمل الرأس الشريف إلى مصر ودفن في مكانه الحالي وأقيم المسجد عليه. ،وقد تجدد بناؤة في أيام عباس الأول والخديوي إسماعيل .
ولم يبق في هذا المسجد اى آثار من العهد الفاطمي إلا الباب الأخضر فقط ، وأما مئذنة المسجد فهي من عمل أبى القاسم السكري سنة 633 هـ - 1235 م وهى حافلة بالزخارف الأيوبية ، كما قام المهندس الاسلامى الشهير عبد الرحمن كتخدا سنة 1185هـ - 1861 م ببناء القبة والجزء العلوي من مئذنة الباب الأخضر ، وقد تم زيادة مساحته لأكثر من النصف وأضيف له مبنى مكون من دورين وكذلك دورة مياه مستقلة عن المسجد .
وفى عام 1965م أهدت طائفة البهرة مقصورة من الفضة المرصعة بصفوف من الماس. وفي عام 1893 تم إنشاء حجرة صغيرة داخل المسجد والتي تضم بعض الآثار النبوية مثل سيف رسول الله صلى الله علية وسلم وخصلة من شعرة .

## معالم

### مسجد الإمام الحسين
هو مسجد قديم في القاهرة ويعتبر من أهم الأماكن الإسلامية المقدسة في القاهرة ، يحتوي على ضريح الإمام الحسين وبه رأس الإمام الشريف الحسين بن علي بأبي طالب ، وقد بني في عهد الخلافة الفاطمية عام 1154ويحتوي على الكثير من المقتنيات الهامة مثل أقدم نسخة من القرآن الكريم.

### مقهى الفيشاوي
ما أن تقترب من مقهي الفيشاوي حتي تستقبلك رائحة النرجيلة بأنواعها المختلفة وتطالعك الوجوه العربية والأجنبية التي اصطفت تأخذ مكانها بالمقهي العتيق. وقد انشئ المقهي في القرن الثامن عشر لصاحبه فهمي الفيشاوى أحد فتوات الجمالية حيث كان المقهي هو المقر الذي يدير منه شئون المنطقة. وكان المقهي مقصداً لطلاب العلم للاستذكار، كما كان ملتقي للحركات الطلابية السرية بهدف الاعداد للمظاهرات ضد جيش الاحتلال الإنجليزي، وذلك تحت ستار تناول الشاي الأخضر مع النعناع الذي تميز المقهي بتقديمه، وفي فترة ما قبل الحرب العالمية الثانية كان يلجأ إليه محبو السهر بعيدا عن إزعاج الغارات حيث كانت أبواب المقهي تغلق وفي الداخل يمارس اللعب.

## الجامع الأزهر
احدي قلاع العلم الاسلامي منذ عصور ارتاد علية طلاب العلوم الاسلامية من كافة انحاء العالم منذ عام 972م وهو العام الذي اكتمل فيه بناء الجامع الازهر وتم افتتاحه بصلاة الجمعة يوم 21 يونيو 972 ميلادية، تم تطويرة بعد انتهاء عصر الفاطميين على يد صلاح الدين الأيوبي وانشأ به عدة مدارس لدراسة الدين ومازال الجامع الازهر حني الان مدرسة للعلم والعلماء